# Kuradijärv
Kuradijärv (est. Kuradijärv) – jezioro w gminie Illuka, w prowincji Virumaa Wschodnia, w Estonii. Położone jest na terenie obszaru chronionego krajobrazu Kurtna (est. Kurtna maastikukaitseala). Ma powierzchnię 1,5 hektara, linię brzegową o długości 541 m, długość 240 m i szerokość 100 m. Jest jednym z 42 jezior wchodzących w skład pojezierza Kurtna (est. Kurtna järvestik). Sąsiaduje z jeziorami Martiska, Jaala järv, Ahenjärv, Must-Jaala, Aknajärv, Kurtna Suurjärv.